# Nemapteryx bleekeri
Nemapteryx bleekeri är en fiskart som först beskrevs av Popta, 1900.  Nemapteryx bleekeri ingår i släktet Nemapteryx och familjen Ariidae. Inga underarter finns listade i Catalogue of Life.